# Adatara
Der Adatara (jap. 安達太良山, -yama) ist ein Schichtvulkan auf der japanischen Insel Honshū.

## Geografie
Das bewaldete Massiv des Adatara liegt östlich des Vulkans Bandai-san, etwa 15 km südwestlich von Fukushima.
Der Vulkankomplex Adatara besteht aus einer Gruppe von hauptsächlich andesitischen Stratovulkan-Kuppen und Lavadomen. Der Adatara bildete sich während drei Hauptausbruchszyklen vor etwa 550.000, 350.000 sowie 200.000 Jahren.
Der eigentliche Adatara ist 1699,6 m hoch. Der höchste Krater ist mit 1718,4 Metern der Minowa-yama (箕輪山), die höchste Erhebung befindet sich jedoch etwas westlich von diesem mit 1728 m, nördlich des einzigen noch tätigen Kraters Tetsu-zan (鉄山, dt. „Eisenberg“, 1709,3 m).

## Geschichte
Im Jahre 1900 wurden 72 Arbeiter einer Schwefelmine während eines Ausbruchs getötet. Alle historisch bekannten Ausbrüche ereigneten sich im 1,2 km breiten, 350 m tiefen Krater Numa-no-taira (沼ノ平, dt. „Morastebene“).
Der letzte bekannte Ausbruch ereignete sich 1996.